# Passione travolgente a Venezia
Passione travolgente a Venezia è un film del 1995 co-diretto da Cameron Grant e Joe D'Amato.

## Trama
Julie è una splendida ragazza di Los Angeles che si trova al centro d'un intrigo internazionale. Giunta a Venezia, trova ad attenderla Michael, braccio destro di Eric Lombard, uomo molto influente. Il suo scopo è quello di carpire le informazioni riservate di un'industria tessile che da anni opera nel campo delle lane sintetiche. Ma per arrivare al suo scopo, Julie dovrà pagare pedaggio a parecchie persone: prima di tutto a Eric, che organizza in suo onore un festino privato; poi a Stephanie, sua coordinatrice delle operazioni veneziane e quindi a Michael, al quale però Julie si concede volentieri. Sullo sfondo di un bellissimo carnevale veneziano, sesso e affari s'intrecciano in un voluttuoso abbraccio inestricabile.